# Fastachee
Fastachee (Fas-te-chee, Fas-ta-cheeč Little Giver), Little Giver je duh kukuruza iz mitologije Miccosukeeja i Seminola. Obično se pojavljuje kao patuljak. Mali Darovatelj pojavio se ljudima kako bi im darovao kukuruz, zbog čega je kasnije uvijek bio počašćen.